# Dorothy Metcalfe
Dorothy Metcalfe, de soltera Harris o Hrushka, (Winnipeg, 16 de abril de 1931-Vancouver, 10 de diciembre de 2019) fue una periodista, publicista y pacifista canadiense. Formó parte del movimiento ambientalista «Don’t Make a Wave Committee» y fue cofundadora de la ONG internacional Greenpeace.

## Trayectoria
Hija de Anne Barchuk y Michael Hrushka de orígenes ucraniano-polacos, afincados en Canadá. Tras su nacimiento, la familia cambió el apellido a Harris, por el que se conocerían a partir de ese momento.
Fue reportera en el diario canadiense Winnipeg Tribune. Allí conoció al también periodista Bennet Metcalfe, que más tarde se convertiría en su marido. A inicios de los años 50, se trasladó a Europa con su marido y trabajaron para la North America Newspaper Alliance. En 1956, la familia se instaló en Vancouver. Cuando Estados Unidos, en 1954, detonó una bomba termonuclear de gran potencia en el océano Pacífico que extendió una lluvia radiactiva por todo el mundo, los Metcalfe se convirtieron en pacifistas.
Fundó junto a su marido una empresa de relaciones públicas desde la que coordinaron diferentes campañas ambientalistas. Con el objetivo de promover la idea de la ecología, en 1969, la pareja ubicó 12 vallas publicitarias alrededor de Vancouver con el mensaje: «Ecology? Look it up! You’re involved», con un coste de 4.000 dólares.
Cuando Estados Unidos anunció, en agosto de 1969, que realizaría una prueba de una bomba atómica en la Isla de Amchitka en Alaska, los activistas, pacifistas y ambientalistas canadienses y estadounidenses expatriados: Marie Bohlen, Zoe Hunter, Dorothy Stowe, Irving Stowe, Jim Bohlen, Robert Hunter, junto a Dorothy y Ben Metcalfe, se agruparon para pedir que se detuviera la realización de dicha prueba en una manifestación que tuvo lugar el 29 de septiembre de 1969 frente al Consulado de Estados Unidos en Vancouver, en la que se mostraron pancartas con el lema «Don’t Make a Wave», un mensaje que alertaba sobre las posibilidades de tsunamis como consecuencias de las detonaciones. En 1970 cofundaron el movimiento «Don’t Make a Wave Committee» afiliado al Sierra Club para seguir con las protestas. Esta iniciativa fue precursora de lo que en 1971 se convertiría en la ONG Greenpeace.
Para generar un mayor impacto en su lucha, y con inspiración en la filosofía cuáquera (comunidad a la que los Bohlen pertenecían), el grupo decidió enviar un barco pesquero a la zona de pruebas nucleares estadounidense. Esta primera campaña, se realizó a bordo del barco llamado Phyllis Cormack, que más adelante se llamaría Greenpeace. Como su esposo era parte de la tripulación y el encargado de transmitir las noticias de la expedición, ella convirtió su casa en una sala de radio y telegrafía, desde la que retransmitía los reportajes a los medios de comunicación de todo el mundo, desempeñando un papel clave como enlace oficial de comunicaciones durante las dos primeras campañas de Greenpeace para detener las pruebas nucleares en 1971 y 1972. Su trabajo periodístico se convirtió en un acontecimiento de relevancia mediática en Canadá y Estados Unidos. Esta acción obligó a Estados Unidos a retrasar la prueba.
Ella ejerció presión sobre los miembros del Parlamento de Canadá lo que resultó en que se aprobaran 3 mociones en las que se instaba a Estados Unidos a cancelar la prueba. Además, contactó personalmente con el Primer Ministro de Canadá, Pierre Trudeau, para pedirle que se enfrentara Estados Unidos y lo acusó de ser un cobarde, hecho que le llevó a librar una batalla mediática con el gobierno de su país. También usó los medios de comunicación para enviar un mensaje de las esposas y familiares de los hombres a bordo del Greenpeace: «Nuestros hombres están arriesgando sus vidas... por el bien de toda la humanidad». Estados Unidos llevó a cabo la prueba de una bomba en 1971, pero las presiones hicieron que se cancelaran todas las pruebas futuras.
Más tarde, inició junto a su marido la campaña denominada «Mururoa Mon Amour», contra las pruebas francesas en el atolón de Moruroa, en el Océano Pacífico. Para llevarla a cabo, buscaron replicar la acción de Amchitka, y publicaron anunciones en Nueva Zelanda y Australia para encontrar un barco y un capitán para viajar hasta la zona de pruebas francesa, de la mano de David McTaggart, consiguieron embarcar una nueva expedición a bordo del Greenpeace III. Además, inició una campaña de envío de cartas al Presidente de Francia Georges Pompidou y logró que éste asistiera, en 1972, a la primera Conferencia de las Naciones Unidas sobre el Medio Ambiente que tuvo lugar en Estocolmo, consiguiendo que se incluyeran en el orden del día el tema de las pruebas nucleares atmosféricas. Asistió a una protesta en la catedral de Notre Dame de París organizada por el activista de Greenpeace Rod Marining, le acompañaba su asistente Madeleine Reid y su marido, los tres fueron detenidos y amenazados con ser deportados a Canadá o a Italia. Con la excusa de buscar su equipaje en su hotel de París, ella fue hasta la oficina de Reuters para reportar su situación y compartir información sobre la campaña de Moruroa, consiguiendo que un reportero les fotografiara junto a las autoridades en la estación de tren que les llevaría a Roma, para asistir a una audiencia con el Papa Pablo VI, como parte de su protesta. Tras esta parada y la repercusión de la noticia en los medios de comunicación internacionales, pudieron seguir su viaje hasta Estocolmo, para asistir a la Conferencia de las Naciones Unidas sobre el Medio Ambiente y asegurar que la cuestión de las armas nucleares formaba parte de la agenda.
Tiempo después trabajó como publicista en Vancouver Playhouse. Luego, y durante 20 años, formó parte del equipo de la Galería de Arte de Vancouver, desempeñándose como responsable de comunicación y coordinadora de eventos especiales.
Tuvo tres hijos Michelle, Michael y Christopher. Falleció el 10 de diciembre de 2019 en Vancouver.

## Reconocimientos
En 2011 se lanzó el documental L'Aventure Greenpeace, escrito y dirigido por Thierry Vincent de Lestrade, que relata la historia de Greenpeace desde sus inicios en 1971 y en el que se entrevista a Dorothy Metcalfe. Esta obra fue seleccionada, ese mismo año, para ser exhibida en el  Downtown Los Angeles Films Festival.
Con motivo del 50.º aniversario de Greenpeace, el equipo de género de la sede de España creó el documento 50 aniversario desde una visión ecofeminista, para visibilizar las historias de las mujeres fundadoras de la organización: Dorothy Stowe, Marie Bohlen, Zoe Hunter y Dorothy Metcalfe.